# The Sting (W.A.S.P.)
The Sting è il terzo album live della band heavy metal W.A.S.P.. Esso è stato pubblicato nel 2000 dalla Snapper Music. Il sottotitolo è "Live at the Key Club, L.A.".

## Tracce
1. Helldorado
2. Inside the Electric Circus
3. Chainsaw Charlie (Murders in the New Morgue)
4. Wild Child
5. L.O.V.E. Machine
6. Animal (Fuck like a beast)
7. Sleeping (In the Fire)
8. Damnation Angels
9. Dirty Balls
10. The Real Me
11. I Wanna be Somebody
12. Blind in Texas

## Formazione
- Blackie Lawless – cantante
- Chris Holmes – chitarrista
- Mike Duda – bassista
- Stet Howland – batterista